# Ptychadena neumanni
Ptychadena neumanni, antigament Ptychadena largeni és una espècie de granota que viu a Etiòpia.
Està amenaçada d'extinció per la pèrdua del seu hàbitat natural.